# 2010-es UCI Europe Tour
A 2010-es UCI Europe Tour a Nemzetközi Kerékpáros-szövetség (UCI - International Cycling Union) versenysorozatának hatodik kiírása 2005 óta. A versenyeket Európa különböző országaiban rendezték meg. A szezon 2009. október 18-án a Chrono des Nations-szal kezdődött és 2010. október 16-án szintén a Chrono des Nations-szal ért véget.

## Versenyek

### 2009. október
| Időpont | Verseny neve              | Kat. | Győztes              | Csapat              |
| ------- | ------------------------- | ---- | -------------------- | ------------------- |
| 21      | Chrono des Nations        | 1.1  | Alekszandr Vinokurov | Astana              |
| 21      | Chrono des Nations (U-23) | 1.2U | Romain Lemarchand    | CM Aubervilliers 93 |

### 2010. január
| Időpont | Verseny neve                            | Kat. | Győztes          | Csapat               |
| ------- | --------------------------------------- | ---- | ---------------- | -------------------- |
| 30-2    | Giro della Provincia di Reggio Calabria | 2.1  | Matteo Montaguti | De Rosa-Stac Plastic |
| 31      | Grand Prix d'Ouverture La Marseillaise  | 1.1  | Jonathan Hivert  | Saur-Sojasun         |

### 2010. február
| Időpont | Verseny neve                     | Kat. | Győztes             | Csapat                       |
| ------- | -------------------------------- | ---- | ------------------- | ---------------------------- |
| 3-7     | Étoile de Bessèges               | 2.1  | Samuel Dumoulin     | Cofidis                      |
| 6       | Gran Premio Costa degli Etruschi | 1.1  | Alessandro Petacchi | Lampre–Farnese Vini          |
| 7       | Trofeo Mallorca                  | 1.1  | Robbie McEwen       | Katyusa                      |
| 8       | Trofeo Cala Millor-Cala Bona     | 1.1  | Óscar Freire        | Rabobank                     |
| 9       | Trofeo Inca                      | 1.1  | Linus Gerdemann     | Team Milram                  |
| 10      | Trofeo Deià                      | 1.1  | Rui Alberto Costa   | Caisse d'Epargne             |
| 10-14   | Tour Méditerranéen               | 2.1  | Rinaldo Nocentini   | AG2R La Mondiale             |
| 11      | Trofeo Magaluf-Palmanova         | 1.1  | André Greipel       | Team HTC–Columbia            |
| 12-14   | Giro della Provincia di Grosseto | 2.1  | törölve             |                              |
| 17-21   | Volta ao Algarve                 | 2.1  | Alberto Contador    | Astana                       |
| 20      | Trofeo Laigueglia                | 1.1  | Francesco Ginanni   | Androni Giocattoli           |
| 20-21   | Tour du Haut Var                 | 2.1  | Christophe Le Mével | Française des Jeux           |
| 21-25   | Vuelta a Andalucía               | 2.1  | Michael Rogers      | Team HTC–Columbia            |
| 23-27   | Giro di Sardegna                 | 2.1  | Roman Kreuziger     | Liquigas–Doimo               |
| 26-28   | Trois jours de Vaucluse          | 2.2  | törölve             |                              |
| 27      | Gran Premio dell'Insubria        | 1.1  | Samuel Dumoulin     | Cofidis                      |
| 27      | Beverbeek Classic                | 1.2  | Yannick Eijssen     | PWS Eijssen                  |
| 27      | Omloop Het Nieuwsblad            | 1.HC | Juan Antonio Flecha | Team Sky                     |
| 28      | Les Boucles du Sud Ardèche       | 1.2  | Christophe Riblon   | AG2R La Mondiale             |
| 28      | Clásica de Almería               | 1.1  | Theo Bos            | Cervélo TestTeam             |
| 28      | Kuurne-Brüsszel-Kuurne           | 1.1  | Bobbie Traksel      | Vacansoleil Pro Cycling Team |
| 28      | Gran Premio di Lugano            | 1.1  | Roberto Ferrari     | De Rosa-Stac Plastic         |
| 28      | Classica Sarda Olbia-Pantogia    | 1.1  | Giovanni Visconti   | ISD–Neri                     |

### 2010. március
| Időpont | Verseny neve                                | Kat.   | Győztes            | Csapat                       |
| ------- | ------------------------------------------- | ------ | ------------------ | ---------------------------- |
| 3       | Le Samyn                                    | 1.1    | Jens Keukeleire    | Cofidis                      |
| 3       | Giro del Friuli                             | 1.1    | Roberto Ferrari    | De Rosa–Stac Plastic         |
| 3-7     | Vuelta a Murcia                             | 2.1    | Frantisek Rabon    | Team HTC–Columbia            |
| 5-7     | Driedaagse van West-Vlaanderen              | 2.1    | Jens Keukeleire    | Cofidis                      |
| 6       | Strade Bianche                              | 1.1    | Makszim Iglinszkij | Astana                       |
| 6       | De Vlaamse Pijl                             | 1.2    | Clinton Avery      | PWS Eijssen                  |
| 7       | Trofeo Zsšdi                                | 1.1    | Marko Kump         | Adria Mobil                  |
| 7       | Grand Prix de Lillers                       | 1.2    | Benoît Daeninck    | Roubaix Lille Métropole      |
| 14      | Trofeo Franco Balestra                      | 1.2    | Alexander Mironov  | Itera-Katyusa                |
| 14      | Giro del Mendrisiotto                       | 1.2    | Andreas Dietziker  | Vorarlberg-Corratec          |
| 14      | Párizs-Troyes                               | 1.2    | Cédric Pineau      | Roubaix-Lille Métropole      |
| 14      | Omloop van het Waasland                     | 1.2    | Denis Flahaut      | ISD Continental Team         |
| 14      | Trofej Porec                                | 1.2    | Matej Gnezda       | Adria Mobil                  |
| 17      | Nokere Koerse                               | 1.1    | Jens Keukeleire    | Cofidis                      |
| 18-21   | Istrian Spring Trophy                       | 2.2    | Robert Vrečer      | Perutnina Ptuj               |
| 20      | Classic Loire Atlantique                    | 1.2    | Laurent Mangel     | Saur–Sojasun                 |
| 21      | Ronde van het Groene Hart                   | 1.1    | Jens Mouris        | Vacansoleil Pro Cycling Team |
| 21      | Grand Prix Cholet-Pays de la Loire          | 1.1    | Leonardo Duque     | Cofidis                      |
| 21      | Gran Premio San Giuseppe                    | 1.2    | Enrico Battaglin   | Zalf Desiree Fior            |
| 21      | La Roue Tourangelle                         | 1.2    | Yann Guyot         | Sojasun Espoirs              |
| 22-28   | Tour de Normandie                           | 2.2    | Ronan van Zandbeek | Van Vliet Ebh Elshop         |
| 23-27   | Settimana Internazionale di Coppi e Bartali | 2.1    | Ivan Santaromita   | Liquigas–Doimo               |
| 24      | Dwars door Vlaanderen                       | 1.1    | Matti Breschel     | Team Saxo Bank               |
| 26-28   | Grand Prix du Portugal                      | 2.Ncup | Tom Dumoulin       | Hollandia                    |
| 27      | E3 Prijs Vlaanderen                         | 1.HC   | Fabian Cancellara  | Team Saxo Bank               |
| 27-28   | Critérium International                     | 2.HC   | Pierrick Fédrigo   | Bbox Bouygues Telecom        |
| 30-1    | KBC Driedaagse van De Panne-Koksijde        | 2.HC   | David Millar       | Garmin–Transitions           |
| 31-4    | Volta ao Alentejo                           | 2.1    | törölve            |                              |
| 31-5    | Settimana Ciclistica Lombarda               | 2.1    | Michele Scarponi   | Androni Giocattoli           |

### 2010. április
| Időpont | Verseny neve                              | Kat.   | Győztes                   | Csapat                            |
| ------- | ----------------------------------------- | ------ | ------------------------- | --------------------------------- |
| 2       | Route Adélie de Vitré                     | 1.1    | Cyril Gautier             | Bbox Bouygues Telecom             |
| 2-4     | Le Triptyque des Monts et Châteaux        | 2.2    | Jetse Bol                 | Rabobank Continental              |
| 3       | Hel van het Mergelland                    | 1.1    | Yann Huguet               | Skil–Shimano                      |
| 3       | Gran Premio Miguel Indurain               | 1.HC   | Joaquin Rodriguez         | Katyusa                           |
| 4       | Grand Prix de Nogent-sur-Oise             | 1.2    | Vytautas Kaupas           | Continental Team Differdange      |
| 4       | Trofeo Banca Popolare                     | 1.2U   | Andrea Pasqualon          | Zalf-Désirée-Fior                 |
| 5       | Rund um Köln                              | 1.1    | Juan José Haedo           | Team Saxo Bank                    |
| 5       | Giro del Belvedere                        | 1.2U   | Siarhei Papok             | San Marco Concrete Imet Caneva    |
| 6       | Gran Premio Palio del Recioto             | 1.2U   | Blaz Furdi                | Szlovénia                         |
| 6-9     | Circuit de la Sarthe                      | 2.1    | Luis León Sánchez         | Caisse d'Epargne                  |
| 7       | Grand Prix de l'Escaut                    | 1.HC   | Tyler Farrar              | Garmin–Transitions                |
| 8       | Grand Prix Pino Cerami                    | 1.1    | Jure Kocjan               | Carmiooro–N.G.C.                  |
| 8-11    | Cinturón a Mallorca                       | 2.2    | Sergio Mantecon Gutierrez | Hosteleria de Cañete-Nagares      |
| 9-11    | Circuit des Ardennes                      | 2.2    | Mihail Antonov            | Itera-Katyusa                     |
| 10      | Ronde van Drenthe                         | 1.1    | Alberto Ongarato          | Vacansoleil Pro Cycling Team      |
| 10      | Tour des Flandres Espoirs                 | 1.Ncup | Marko Kump                | Szlovénia                         |
| 10      | Trofeo Edil C                             | 1.2    | Massimo Graziato          | Trevigiani Dynamon Bottoli        |
| 11      | Klasika Primavera                         | 1.1    | Samuel Sánchez            | Euskaltel–Euskadi                 |
| 11-18   | Presidential Cycling Tour of Turkey       | 2.HC   | Giovanni Visconti         | ISD-Neri                          |
| 13      | Paris-Camembert                           | 1.1    | Sébastien Minard          | Cofidis                           |
| 14      | Flèche brabançonne                        | 1.1    | Sebastien Rosseler        | Team RadioShack                   |
| 14      | La Côte Picarde                           | 1.Ncup | Vyacheslav Kuznetsov      | Oroszország                       |
| 14-18   | Vuelta a Castilla y León                  | 2.1    | Alberto Contador          | Astana Team                       |
| 14-18   | Tour du Loir-et-Cher                      | 2.2    | Mikhail Antonov           | Itera-Katusha                     |
| 15      | Grand Prix de Denain                      | 1.1    | Denis Flahaut             | ISD-Neri                          |
| 17      | Tour du Finistère                         | 1.1    | Florian Vachon            | Bretagne-Schuller                 |
| 17      | Liège-Bastogne-Liège Espoirs              | 1.2U   | Ramunas Navardauskas      | Vélo Club La Pomme Marseille      |
| 17      | ZLM Tour                                  | 1.Ncup | Arman Kamyshev            | Kazahksztán                       |
| 18      | Tro-Bro Léon                              | 1.1    | Jeremy Roy                | Française des Jeux                |
| 18      | Rund um Düren                             | 1.2    | Sven Krauß                | Elite Team Halanke.De-Öschelbronn |
| 18      | Grand Prix de Donetsk                     | 1.2    | Vitalij Popkov            | ISD Continental Team              |
| 18      | Zellik-Galmaarden                         | 1.2    | Coen Vermeltfoort         | Rabobank Continental              |
| 20-23   | Giro del Trentino                         | 2.1    | Alekszandr Vinokurov      | Asztana                           |
| 20-24   | Vuelta a Extremadura                      | 2.2    | törölve                   |                                   |
| 21-25   | Grand Prix of Adygeya                     | 2.2    | Vitalij Popkov            | ISD Continental Team              |
| 23      | Banja Luka-Belgrade I                     | 1.2    | Jure Zrimšek              | KK Sava                           |
| 24      | Gran Premio de Llodio                     | 1.1    | Ángel Vicioso             | Andalucia–Cajasur                 |
| 24      | Arno Wallaard Memorial                    | 1.2    | Stefan van Dijk           | Willems Veranda                   |
| 25      | Banja Luka-Belgrade II                    | 1.2    | Matej Marin               | Perutnina Ptuj                    |
| 25      | Vuelta a La Rioja                         | 1.1    | Ángel Vicioso             | Andalucia-Cajasur                 |
| 25      | Giro dell'Appennino                       | 1.1    | Robert Kiserlovski        | Liquigas–Doimo                    |
| 25      | Tour de Hollande-Septentrionale           | 1.2    | Robert Wagner             | Skil-Shimano                      |
| 25      | East Midlands International Cicle Classic | 1.2    | Michael Berling           | Glud & Mastrand                   |
| 25      | Gran Premio della Liberazione             | 1.2U   | Jan Tratnik               | Zheroquadro Radenska              |
| 25      | Paris-Mantes-en-Yvelines                  | 1.2    | Yohan Bagot               | Vélo Club La Pomme Marseille      |
| 25-1    | Tour de Bretagne                          | 2.2    | Franck Bouyer             | Bbox Bouygues Telecom             |
| 26-27   | Giro delle Regioni                        | 2.Ncup | Enrico Battaglin          | Olaszország                       |
| 27      | Subida al Naranco                         | 1.1    | Santiago Perez            | Centro Ciclismo de Loule          |
| 28-2    | Vuelta a Asturias                         | 2.1    | Constantino Zaballa       | Centro Ciclismo de Loule          |

### 2010. május
| Időpont | Verseny neve                              | Kat. | Győztes              | Csapat                          |
| ------- | ----------------------------------------- | ---- | -------------------- | ------------------------------- |
| 1       | Mémorial Andrzeja Trochanowskiego         | 1.2  | André Schulze        | PSK Whirlpool–Author            |
| 1       | Grand Prix du 1er mai                     | 1.2  | Jan Kuyckx           | Quin Cycling Team               |
| 1       | Eschborn-Frankfurt City Loop              | 1.HC | Fabian Wegmann       | Team Milram                     |
| 1       | Eschborn-Frankfurt City Loop U-23         | 1.2U | Timo Thömel          | KED-Bianchi Team Berlin         |
| 1       | Grand Prix Herning                        | 1.1  | Alex Rasmussen       | Team Saxo Bank                  |
| 1       | Mayor Cup                                 | 1.2  | Dér Zsolt            | Partizan Srbija                 |
| 1       | Gran Premio Industria e Artigianato       | 1.1  | Daniele Ratto        | Carmiooro–N.G.C.                |
| 1       | Ronde van Overijssel                      | 1.2  | Job Vissers          | Skil–Shimano                    |
| 2       | Mémorial Oleg Dyachenko                   | 1.2  | Alexander Mironov    | Itera-Katyusa                   |
| 2       | Trophée des Grimpeurs                     | 1.1  | törölve              |                                 |
| 2       | Giro di Toscana                           | 1.1  | törölve              |                                 |
| 2       | Circuito del Porto                        | 1.2  | Marco Amicabile      | Delio Gallina S.Inox A.S.D      |
| 3       | Grand Prix of Moscow                      | 1.2  | Esad Hasanovic       | Partizan Srbija                 |
| 5-9     | Quatre Jours de Dunkerque                 | 2.HC | Martin Elmiger       | AG2R La Mondiale                |
| 6-10    | Five rings of Moscow                      | 2.2  | Sergey Firsanov      | Designa Kokken-Blue Water       |
| 6-9     | Tour du Haut Anjou                        | 2.2U | törölve              |                                 |
| 6-9     | Tour of Halkidiki                         | 2.2  | törölve              |                                 |
| 7-9     | Szlakiem Grodòw Piastowskich              | 2.1  | Marek Rutkiewicz     | Mróz Active Jet                 |
| 8       | Scandinavian Race Uppsala                 | 1.2  | Philip Nielsen       | Team Concordia                  |
| 9       | Grand Premio Industrie del Marmo          | 1.2  | Tomas Alberio        | Bottoli                         |
| 9       | Omloop der Kempen                         | 1.2  | Stefan Van Dijk      | Willems Verandas                |
| 12      | Batavus Prorace                           | 1.1  | Markus Eichler       | Team Milram                     |
| 12-16   | Flèche du Sud                             | 2.2  | Lasse Bochmann       | Glud & Marstrand-Lro Radgivning |
| 13-16   | Rhône-Alpes Isère Tour                    | 2.2  | Jérôme Coppel        | Saur–Sojasun                    |
| 13-16   | Grand Prix Paredes Rota dos Móveis        | 2.2  | törölve              |                                 |
| 14-16   | Tour de Picardie                          | 2.1  | Ben Swift            | Team Sky                        |
| 15      | Dutch Food Valley Classic                 | 1.HC | törölve              |                                 |
| 16      | Grand Prix Jasnej Góry-Czestochowa        | 1.2  | Vitaliy Popkov       | ISD Continental Team            |
| 17-23   | Olympia's Tour                            | 2.2  | Taylor Phinney       | Trek Livestrong U23             |
| 19-23   | Circuit de Lorraine                       | 2.1  | Fabio Felline        | Footon–Servetto                 |
| 20-23   | Ronde de l'Isard d'Ariège                 | 2.2U | Yannick Eijssen      | PWS Eijssen                     |
| 21-24   | Giro di Berlino                           | 2.2U | Marc Goos            | Cyclingteam Jo Piels            |
| 23      | Tour de Rijke                             | 1.1  | törölve              |                                 |
| 23      | Neuseen Classics - Rund um die Braunkohle | 1.1  | Roger Kluge          | Team Milram                     |
| 23-30   | FBD Insurance RÁS                         | 2.2  | Alexander Wetterhall | Team Sprocket Pro               |
| 26-30   | Tour de Belgique                          | 2.HC | Stijn Devolder       | Quick Step                      |
| 26-30   | Giro della Baviera                        | 2.HC | Maxime Monfort       | Team HTC–Columbia               |
| 28      | Tallinn-Tartu Grand Prix                  | 1.1  | Denis Flahaut        | ISD Continental Team            |
| 28-30   | Tour de Gironde                           | 2.2  | Julien Belgy         | Vendée U                        |
| 28-31   | Tour of Trakya                            | 2.2  | Stefan Histrov       | Brisaspor                       |
| 29      | Grand Prix Hydraulika Mikolasek           | 1.2  | Alois Kaňkovský      | ASC Dukla Praha                 |
| 29      | Grand Prix de Plumelec-Morbihan           | 1.1  | Wesley Sulzberger    | Française des Jeux              |
| 29      | SEB Tartu Grand Prix                      | 1.1  | Tanel Kangert        | Észtország                      |
| 29      | Grand Prix Kranj                          | 1.1  | Matej Gnezda         | Adria Mobil                     |
| 29-30   | Rogaland Grand Prix                       | 2.2  | Vitalij Popkov       | ISD Continental Team            |
| 30      | Boucles de l'Aulne                        | 1.1  | Jean-Luc Delpech     | Bretagne-Schuller               |
| 30      | Paris-Roubaix Espoirs                     | 1.2U | Taylor Phinney       | Trek Livestrong U23             |
| 30      | Trofeo Città di San Vendemiano            | 1.2U | Stefano Agostini     | Zalf Désirée Fior               |

### 2010. június
| Időpont | Verseny neve                                    | Kat. | Győztes                 | Csapat                        |
| ------- | ----------------------------------------------- | ---- | ----------------------- | ----------------------------- |
| 1-9     | Dwars door Nederland                            | 2.2  | törölve                 |                               |
| 2       | Trofeo Alcide Degasperi                         | 1.2  | Sonny Colbrelli         | Zalf Désirée Fior             |
| 2-6     | Ringerike Grand Prix                            | 2.2  | Christer Rake           | Joker Bianchi                 |
| 2-6     | Tour de Luxembourg                              | 2.HC | Matteo Carrara          | Vacansoleil Pro Cycling Team  |
| 5-12    | Giro di Romania                                 | 2.2  | Vladimir Koev           | Hemus 1896-Vivelo             |
| 6       | Memorial Philippe Van Coningsloo                | 1.2  | Dries Hollanders        | PWS-Eijssen                   |
| 6       | Coppa della Pace                                | 1.2  | Fabio Piscopiello       | Vega Prefabbricati Montappone |
| 6       | Gran Premio del Canton Argovia                  | 1.HC | Kristof Vandewalle      | Topsport Vlaanderen-Mercator  |
| 6       | Coppa Colli Briantei                            | 1.2  | Andrea Palini           |                               |
| 8-13    | Volta Ciclista Continental                      | 2.2  | törölve                 |                               |
| 8-15    | Circuito Montañés                               | 2.2  | Fabio Duarte            | Café de Colombia              |
| 9-13    | Carpathia Couriers Path                         | 2.2U | Adrian Honkisz          | Lengyelország                 |
| 10      | Balaton Bike Fest                               | 1.2  | törölve                 |                               |
| 10-13   | Volta ao Alentejo                               | 2.2  | David Blanco            | Palmeiras Resort-Tavira       |
| 10-13   | Ronde de l'Oise                                 | 2.2  | Steven Tronet           | Roubaix-Lille Métropole       |
| 11-13   | Delta Tour Zeeland                              | 2.1  | Tyler Farrar            | Garmin–Transitions            |
| 11-13   | Oberösterreichrundfahrt                         | 2.2  | Leopold König           | PSK Whirlpool-Author          |
| 11-20   | Girobio                                         | 2.2  | Carlos Alberto Betancur | Kolumbia                      |
| 13      | Val d'Ille U Classic 35                         | 1.2  | Jimmy Casper            | Saur–Sojasun                  |
| 14-19   | Giro della Serbia                               | 2.2  | Luca Ascani             | CDC-Cavaliere                 |
| 15-20   | Thüringen Rundfahrt                             | 2.2U | John Degenkolb          | Thüringer Energie Team        |
| 16-20   | Ster Elektrotoer                                | 2.1  | Adam Hansen             | Team HTC–Columbia             |
| 17-19   | Tour of Malopolska                              | 2.2  | Jacek Morajko           | Mróz                          |
| 17-20   | Giro di Slovenia                                | 2.1  | Vincenzo Nibali         | Liquigas–Doimo                |
| 17-20   | Route du Sud                                    | 2.1  | David Moncoutié         | Cofidis                       |
| 17-20   | Boucles de la Mayenne                           | 2.2  | Jérémie Galland         | Saur–Sojasun                  |
| 17-20   | Tour des Pays de Savoie                         | 2.2  | Nicolas Schnyder        | Price–Custom Bikes            |
| 18-20   | Internationale Mainfranken-Tour                 | 2.2U | Marc Goos               | Cyclingteam Jo Piels          |
| 19      | G.P Nobili Rubinetterie - Coppa Papà Carlo      | 1.1  | Gianluca Brambilla      | Colnago–CSF Inox              |
| 20      | G.P Nobili Rubinetterie - Coppa Città di Stresa | 1.1  | Oscar Gatto             | Team ISD–Neri                 |
| 20      | Raiffeisen Grand Prix                           | 1.2  | Matthias Brändle        | Footon–Servetto               |
| 20      | Flèche Ardennaise                               | 1.2  | Thomas Degand           | Verandas Willems              |
| 23      | Halle-Ingooigem                                 | 1.1  | Jurgen Van De Walle     | Quick Step                    |
| 30      | Internationale Wielertrofee Jong Maar Moedig    | 1.2  | Sven Jodts              | Beveren 2000 Quick Step       |
| 30-4    | Course de la Solidarité Olympique               | 2.1  | Jacek Morajko           | Mróz                          |

### 2010. július
| Időpont | Verseny neve                            | Kat. | Győztes                 | Csapat                        |
| ------- | --------------------------------------- | ---- | ----------------------- | ----------------------------- |
| 3       | Omloop Het Nieuwsblad Beloften          | 1.2  | Jarl Salomein           | Beveren 2000                  |
| 4       | Dwars door het Hageland                 | 1.2  | Frederic Amorison       | Landbouwkrediet-Tonissteiner  |
| 4       | Giro delle Valli Aretine                | 1.2  | Henry Frusto            | Scap Prefabbricati Foresi     |
| 4-11    | Österreich-Rundfahrt                    | 2.HC | Riccardo Riccò          | Ceramica Flaminia             |
| 6       | Trofeo Città di Brescia                 | 1.2  | Manuele Boaro           | Trevigiani Dynamon Bottoli    |
| 7-11    | Trophée Joaquim Agostinho               | 2.2  | Candido Joaquim Barbosa | Palmeiras Resort-Prio         |
| 11      | Giro del Medio Brenta                   | 1.2  | Luigi Miletta           | Gragnano Sporting Club        |
| 11      | GP van de stad Geel                     | 1.2  | Timothy Dupont          | Jong Vlaanderen-Bauknecht     |
| 11      | La Ronde Pévèloise                      | 1.2  | Frank Dressler-Lehnhof  | Continental Team Differdange  |
| 16      | Kerékpáros Európa-bajnokság - időfutam  | CC   | Alex Dowsett            | Gran Bretagna                 |
| 17-18   | Vuelta a la Comunidad de Madrid         | 2.1  | Sergio Pardilla         | Carmiooro-N.G.C.              |
| 18      | Giro del Casentino                      | 1.2  | Andrea Pasqualon        | Zalf Désirée Fior             |
| 18      | Kerékpáros Európa-bajnokság - országúti | CC   | Pawel Gawronski         | Lengyelország                 |
| 21-25   | Brixia Tour                             | 2.1  | Domenico Pozzovivo      | Colnago-CSF Inox              |
| 22      | Central European Tour Gyomaendröd GP    | 1.2  | Alois Kaňkovský         | ASC Dukla Praha               |
| 22-25   | Tour of Szeklerland                     | 1.2  | Evgeni Gerganov         | Hemus 1896                    |
| 24-26   | Kreiz Breizh Elites                     | 2.2  | Johan Le Bon            | Bretagne-Schuller             |
| 24-28   | Tour de Wallonie                        | 2.HC | Russell Downing         | Sky Professional Cycling Team |
| 25      | Pomerania Tour                          | 1.2  | Dirk Müller             | Team Nutrixxion Sparkasse     |
| 25      | Prueba Villafranca de Ordizia           | 1.1  | Gorka Izagirre          | Euskaltel–Euskadi             |
| 25      | Grand Prix de la ville de Pérenchies    | 1.2  | Arnaud Demare           | CC Nogent-sur-Oise            |
| 27-31   | Dookola Mazowska                        | 2.2  | Sebastian Forke         | Team Nutrixxion Sparkasse     |
| 27-1    | Tour Alsace                             | 2.2  | Wilco Kelderman         | Rabobank Continental          |

### 2010. augusztus
| Időpont | Verseny neve                       | Kat. | Győztes                | Csapat                             |
| ------- | ---------------------------------- | ---- | ---------------------- | ---------------------------------- |
| 1       | Circuito de Getxo                  | 1.1  | Francisco José Pacheco | Xacobeo Galicia                    |
| 1       | Trofeo Matteotti                   | 1.1  | Riccardo Chiarini      | De Rosa-Stac Plastic               |
| 1       | La Poly Normande                   | 1.1  | Andy Cappelle          | Verandas Willems                   |
| 2       | Subida a Urkiola                   | 1.1  | nem rendezték meg      |                                    |
| 3-7     | Vuelta Ciclista a León             | 2.2  | Ángel Vallejo          | Supermercados Froiz                |
| 4-5     | Párizs-Corrèze                     | 2.1  | Mickaël Buffaz         | Cofidis                            |
| 4-8     | Vuelta a Burgos                    | 2.HC | Samuel Sánchez         | Euskaltel–Euskadi                  |
| 4-8     | Post Danmark Rundt                 | 2.HC | Jakob Fuglsang         | Team Saxo Bank                     |
| 4-15    | Volta a Portugal                   | 2.1  | David Blanco           | Palmeiras Resort-Tavira            |
| 5-8     | Tour des Pyrénées                  | 2.2  | Florent Barle          | Amical Vélo Club Aix-en-Provence   |
| 5       | Gran Premio Artigianato Carnaghese | 1.1  | Ivan Basso             | Liquigas–Doimo                     |
| 5       | Gran Premio Folignano              | 1.2  | Julián Arredondo       | Team S.C.A.P.–Prefabbricati Foresi |
| 7       | Gran Premio Città di Camaiore      | 1.1  | Kristijan Koren        | Liquigas–Doimo                     |
| 8       | Sparkassen Giro Bochum             | 1.1  | Niki Terpstra          | Team Milram                        |
| 8       | Dwars Door De Antwerpse Kempen     | 1.2  | Aidas Kruopis          | Palmans-Cras                       |
| 8       | Trofeo Internazionale Bastianelli  | 1.2  | Carmelo Pantò          | Gragnano Sporting Club             |
| 10-14   | Tour de l'Ain                      | 2.1  | Haimar Zubeldia        | Team RadioShack                    |
| 12-15   | Mi-Août Bretonne                   | 2.2  | Jean-Luc Delpech       | BSC                                |
| 13      | Dutch Food Valley Classic          | 1.HC | Edvald Boasson Hagen   | Team Sky                           |
| 14      | Memorial Henryka Lasaka            | 1.2  | Mariusz Witecki        | Mróz Active Jet                    |
| 15      | GP Betonexpressz 2000              | 1.2  | Hrvoje Miholjević      | Loborika                           |
| 15      | Flèche du port d'Anvers            | 1.2  | Rob Goris              | Palmans–Cras                       |
| 15      | Puchar Uzdrowisk Karpackich        | 1.2  | Marek Rutkiewicz       | Mroz Active Jet                    |
| 16      | Gran Premio Capodarco              | 1.2  | Enrico Battaglin       | Zalf Désirée Fior                  |
| 17      | Grand Prix de la ville de Zottegem | 1.1  | Stefan van Dijk        | Verandas Willems                   |
| 17      | Gara Ciclistica Montappone         | 1.2  | Ilya Gorodnichev       | Gragnano S.C.                      |
| 17      | Tre Valli Varesine                 | 1.HC | Daniel Martin          | Garmin–Transitions                 |
| 17-20   | Tour du Limousin                   | 2.1  | Gustav Larsson         | Team Saxo Bank                     |
| 18      | Coppa Agostoni                     | 1.1  | Francesco Gavazzi      | Lampre-Farnese Vini                |
| 19      | Coppa Bernocchi                    | 1.1  | Manuel Belletti        | Colnago-CSF Inox                   |
| 20-22   | Festningsrittet                    | 2.2  | Jesse Anthony          | Kelly Benefit Strategies           |
| 21      | Trofeo Melinda                     | 1.1  | Vincenzo Nibali        | Liquigas–Doimo                     |
| 21      | Puchar Ministra Obrony Narodowej   | 1.2  | Bartłomiej Matysiak    | CCC Polsat Polkowice               |
| 24      | Grand Prix des Marbriers           | 1.2  | Kevin Lacombe          | SpiderTech–Planet Energy           |
| 24-27   | Tour du Poitou-Charentes           | 2.1  | Jimmy Engoulvent       | Saur–Sojasun                       |
| 24-29   | Giro della Valle d'Aosta           | 2.2  | Petr Ignatenko         | Itera–Katyusa                      |
| 25      | Druivenkoers Overijse              | 1.1  | Björn Leukemans        | Vacansoleil Pro Cycling Team       |
| 26-29   | Szlakiem walk majora Hubala        | 2.2  | Tomasz Kiendyś         | CCC Polsat                         |
| 26-30   | Tour of Victory                    | 2.2  | Mutlu Mert             | Brisaspor                          |
| 28      | Giro del Veneto                    | 1.HC | Daniel Oss             | Liquigas–Doimo                     |
| 29      | Châteauroux Classic de l'Indre     | 1.1  | Anthony Ravard         | AG2R La Mondiale                   |
| 29      | Coupe Sels                         | 1.1  | Aidis Kruopis          | Palmans-Cras                       |
| 29      | Ronde van Midden-Nederland         | 1.2  | Wesley Kreder          | Rabobank Continental               |
| 29      | Zagreb-Ljubljana                   | 1.2  | Matej Mugerli          | Perutnina Ptuj                     |
| 31-7    | Giro di Slovacchia                 | 2.2  | Robert Vrečer          | Perutnina Ptuj                     |

### 2010. szeptember
| Időpont | Verseny neve                               | Kat.   | Győztes                             | Csapat                       |
| ------- | ------------------------------------------ | ------ | ----------------------------------- | ---------------------------- |
| 4       | Kernen Omloop Echt-Susteren                | 1.2    | Peter Schulting                     | Cyclingteam Jo Piels         |
| 5       | Tour du Doubs                              | 1.1    | Jérôme Coppel                       | Saur-Sujasun                 |
| 5       | Giro di Romagna                            | 1.1    | Patrik Sinkewitz                    | ISD-Neri                     |
| 5       | Grand Prix Jef Scherens                    | 1.1    | Lars Boom                           | Rabobank                     |
| 5       | Memorial Davide Fardelli                   | 1.2    | Luke Durbridge                      | Team Jayco Skins             |
| 5-12    | Tour de l'Avenir                           | 2.Ncup | Nairo Quintanarojas                 | Kolumbia                     |
| 8       | Memorial Rik Van Steenbergen               | 1.1    | Michael Van Staeyen                 | Topsport Vlaanderen-Mercator |
| 8-11    | Giro del Friuli Venezia Giulia             | 2.2    | Vegard Laengen                      | Norvegia                     |
| 11      | Párizs-Brüsszel                            | 1.HC   | Francisco Ventoso                   | Carmiooro–N.G.C.             |
| 11-18   | Tour of Britain                            | 2.1    | Michael Albasini                    | Team HTC–Columbia            |
| 11-19   | Tour of Bulgaria                           | 1.1    | Krasimir Koev Vasilev               |                              |
| 12      | Chrono Champenois                          | 1.2    | Rasmus Christian Quaade             | Danimarca                    |
| 12      | Grand Prix de Fourmies                     | 1.HC   | Romain Feillu                       | Vacansoleil Pro Cycling Team |
| 15      | Grand Prix de Wallonie                     | 1.1    | Paul Martens                        | Rabobank                     |
| 17      | Championnat des Flandres                   | 1.1    | Leigh Howard                        | Team HTC-Columbia            |
| 17      | Grand Prix de la Somme                     | 1.1    | Martin Elimger                      | AG2R La Mondiale             |
| 18      | Gran Premio Città di Modena                | 1.1    | Francesco Chicchi                   | Liquigas–Doimo               |
| 19      | Gran Premio Industria e Commercio di Prato | 1.1    | Diego Ulissi                        | Lampre–Farnese Vini          |
| 19      | Grand Prix d'Isbergues                     | 1.1    | Aleksejs Saramontins                | Team HTC–Columbia            |
| 19      | Trofeo Gianfranco Bianchin                 | 1.2    | Robert Vrecer                       |                              |
| 19      | Duo Normand                                | 1.2    | Artyom Ovecskin Alekszandr Pljuskin | Katyusa                      |
| 22      | Omloop van het Houtland Lichtervelde       | 1.1    | Stefan van Dijk                     | Verandas Willems             |
| 24-26   | Tour du Gévaudan Languedoc-Roussillon      | 2.2    | Jérôme Coppel                       | Saur-Sojasun                 |
| 25      | Memorial Marco Pantani                     | 1.1    | Elia Viviani                        | Liquigas–Doimo               |
| 25      | Prague-Karlovy Vary-Prague                 | 1.2    | Andreas Schillinger                 | Netapp                       |
| 26      | Giro del Canavese                          | 1.2U   | törölve                             |                              |
| 26      | Giro della Toscana                         | 1.1    | Daniele Bennati                     | Liquigas–Doimo               |
| 26      | Tour de Vendée                             | 1.HC   | Koldo Fernández                     | Euskaltel–Euskadi            |
| 28      | Ruota d'Oro                                | 1.2    | Francesco Bongiorno                 | Team Futura–Matricardi       |
| 29-2    | Tour of Alanya                             | 2.2    |                                     |                              |
| 30-3    | Circuit Franco-Belge                       | 2.1    | Adam Blythe                         | Omega Pharma–Lotto           |

### 2010. október
| Időpont | Verseny neve                | Kat. | Győztes               | Csapat                       |
| ------- | --------------------------- | ---- | --------------------- | ---------------------------- |
| 1       | Memorial Marco Pantani      | 1.1  | Elia Viviani          | Liquigas–Doimo               |
| 1-3     | Cinturó de l'Empordà        | 2.2  | José Herrada Lopez    | Caja Rural                   |
| 1-4     | Tour des Dardanelles        | 2.2  |                       |                              |
| 2       | Piccolo Giro di Lombardia   | 1.2  | Alexander Serebryakov | Élite 2                      |
| 3       | Sparkassen Münsterland Giro | 1.1  | Joost Van Leijen      | Vacansoleil Pro Cycling Team |
| 5       | Binche-Tournai-Binche       | 1.1  | Elia Viviani          | Liquigas–Doimo               |
| 7       | Coppa Sabatini              | 1.1  | Riccardo Riccò        | Vacansoleil Pro Cycling Team |
| 7       | Párizs-Bourges              | 1.1  | Anthony Ravard        | AG2R La Mondiale             |
| 9       | Giro dell'Emilia            | 1.HC | Robert Gesink         | Rabobank                     |
| 10      | Grand Premio Bruno Beghelli | 1.1  | Dario Cataldo         | Quick Step                   |
| 10      | Párizs-Tours                | 1.HC | Óscar Freire          | Rabobank                     |
| 10      | Párizs-Tours Espoirs        | 1.2U | Jelle Wallays         | Topsport Vlaanderen-Mercator |
| 12      | Prix national de clôture    | 1.1  | Adam Blythe           | Omega Pharma–Lotto           |
| 13      | Milano-Torino               | 1.HC | törölve               |                              |
| 14      | Giro del Piemonte           | 1.HC | Philippe Gilbert      | Omega Pharma–Lotto           |
| 16      | Chrono des Nations          | 1.1  | David Millar          | Garmin–Transitions           |

## Ranglista
| Helyezés | Versenyző          | Pontok |
| -------- | ------------------ | ------ |
| 1        | Giovanni Visconti  | 787    |
| 2        | Stefan van Dijk    | 653    |
| 3        | Riccardo Riccò     | 569    |
| 4        | Domenico Pozzovivo | 493    |
| 5        | Romain Feillu      | 482    |
| 6        | Marco Marcato      | 457    |
| 7        | Jens Keukeleire    | 378    |
| 8        | Sergio Pardilla    | 363    |
| 9        | Francisco Ventoso  | 361    |
| 10       | Enrico Rossi       | 360    |

| Helyezés | Csapat                       | Pontok |
| -------- | ---------------------------- | ------ |
| 1        | Vacansoleil Pro Cycling Team | 2624,4 |
| 2        | Saur-Sojasun                 | 1564   |
| 3        | ISD-Neri                     | 1503,2 |
| 4        | Cofidis                      | 1481   |
| 5        | Carmiooro-N.G.C.             | 1423   |
| 6        | Androni Giocattoli           | 1184   |
| 7        | Colnago-CSF Inox             | 1158   |
| 8        | Topsport Vlaanderen-Mercator | 1141   |
| 9        | Verandas Willems             | 1089   |
| 10       | Skil-Shimano                 | 1072   |

| Helyezés | Ország        | Pontok |
| -------- | ------------- | ------ |
| 1        | Olaszország   | 4166,6 |
| 2        | Franciaország | 3000,4 |
| 3        | Spanyolország | 2426,8 |
| 4        | Hollandia     | 2267,2 |
| 5        | Belgium       | 1989   |
| 7        | Németország   | 1720,2 |
| 6        | Szlovénia     | 1551   |
| 8        | Lengyelország | 1390   |
| 9        | Oroszország   | 1278   |
| 10       | Portugália    | 775    |